# Tyrannosorus pinicola
Tyrannosorus pinicola är en svampart som först beskrevs av Petrini & P.J. Fisher, och fick sitt nu gällande namn av Unter. & Malloch 1995. Tyrannosorus pinicola ingår i släktet Tyrannosorus, klassen Dothideomycetes, divisionen sporsäcksvampar och riket svampar.   Inga underarter finns listade i Catalogue of Life.